# 김광수 (경제학자)
김광수(金光洙, 1959년 ~ )는 대한민국의 민간경제연구기관 대표, 경제전문가이다.

## 학력
- 서울대학교 경영학과 졸업(1979~1983)
- 서울대학교 경영대학원 경영학과 졸업, 국제재무론 전공(1983~1985)
- 일본 동경대학교 경제학부 박사과정 수료, 가격이론 전공(1987~1993)

## 경력
- 일본 후지쯔종합연구소 금융시스템 개발 객원연구원(1990~1990), Scholarship & 연구기금 수상
- 일본 대장성 산하 일본증권경제연구소 객원연구원(1991~1993), Scholarship & 연구기금 수상
- 노무라종합연구소 서울지점 경영컨설팅/리서치 실장(1995~1999)
- 노무라종합연구소 서울지점 연구총괄부장(1999~2000)
- 김광수경제연구소 소장 겸 김광수경제연구소포럼 대표(2000년 5월~현재)

## 전문분야
- 경제정책 및 산업경쟁력 분석 및 전략 수립
- 국제금융/증권시장 분석
- 국내외 경제동향 및 환율동향 분석
- 주요산업분석 및 시장조사(반도체/평판패널디스플레이/자동차/금융/식품/철강/건설/시멘트/섬유/해운/光산업/전력산업)
- 기업/금융기관 경영컨설팅

## 김광수경제연구소가 펴낸 책
- 2014년 [특집보고서]세계 경제 어디로 가는가 1부 인구와 저성장 그리고 기술혁신  보관됨 2015-02-18 - 웨이백 머신
- 2014년 [자료집]2015년 KSERI경제전망세미나  보관됨 2015-02-28 - 웨이백 머신
- 2014년 [특강자료집]투자 어떻게 할 것인가? 주식/채권/외환/금  보관됨 2015-02-28 - 웨이백 머신
- 2013년 경제쇼-경제현상을 이해하는 불변의 프레임
- 2013년 한국경제의 현주소, 한계가족
- 2011년 위기의 재구성
- 2011년 대한민국 부동산시장의 미래
- 2011년 플리바겐
- 2010년 2011글로벌 리포트
- 2010년 부동산 시장 흐름 읽는 법
- 2010년 경제특강 - 미래를 읽는 기술
- 2009년 경제학 3.0
- 2009년 글로벌 경제위기와 러시아의 미래
- 2009년 일본의 기업을 해부한다
- 2009년 버블붕괴와 장기침체
- 2009년 세계금융위기와 중국경제
- 2009년 끝나지 않은 경제위기
- 2008년 한국경제의 도전
- 2008년 중국의 기업을 해부 한다
- 2008년 위기의 한국경제
- 2005년 부동산투기와 한국경제
- 2003년 현실과 이론의 한국경제 I, II, III ,,

## (주)김광수경제연구소
- 설립일: 2000.5.1
- 대표이사: 소장 김광수
- 사업내용: 유료회원(경제시평,경제보고서)사업, 경제정책연구, 산업경쟁력 분석 및 전략, 경영진단, 경영전략, 사업성평가, 산업조사, 시장조사, 국내외 경제 동향 분석, 금융기관 리스크관리, 시스템 모델 등

### 연혁
- 2000.05 연구소 설립
- 2000.05 대한방직협회로부터 최초 프로젝트 수주, "한국면방산업 중장기 발전방안"
- 2001.01 산업자원부로부터 최초로 정책연구용역 수주, "광주 광산업육성 프로젝트"
- 2003.05 "현실과 이론의 한국경제" 출간
- 2004.01 "경제보고서" 유료 전환(연간 300만원)
- 2006.10 "김광수경제연구소포럼"오픈
- 2007.08 "경제시평"회원제사업(연간 20만원)
- 2010.07 출판사업 시작(더팩트 설립)
- 2012.01 "부동산보고서" 출간

《Project 실적》
- "한국면방산업의 중장기 전략적 발전방안", 대한방직협회
- "광주 光산업육성 프로젝트", KIET공동(산자부/광주광역시)
- "신용금고 경영진단 및 중장기 희생방안",H금고
- "식품 장기보전 첨가제 신제품의사업성 평가", B벤처기업
- "일본기업 투자유치를위한 장관 연설문 작성지원", 산자부
- "국내 면방산업의 구조조정 방안", 산자부
- "국내 화섬산업의 구조조정 방안", 산자부
- "기업매각을 위한 기업가치 평가", H기업
- "재경부장관 다보스포럼 강연자료 작성", 재경부
- "한중일 3국간 교역확대방안 공동연구", 재경부
- "光산업진흥회 BPR 및 중장기 발전방향", 光산업진흥회/산자부
- "21세기 하이테크 산업과 경제성장-디스플레이 산업조사", 한국디스플레이연구조합
- "정전시 피해보상범위 설정 및 적정 보상방안 연구", 산자부 전기위원회
- "소비자가 부담하는 표준공사비 적정 산정방안 연구", 산자부 전기위원회
- "동아시아포럼 강연자료 작성", 청외대 경제특보실
- "지역 산학연 기술개발사업의 성과분석 및 개선방안", 기획예산처
- "경제뉴스 보도부문 경쟁력 강화방안", SBS
- "지역혁신 시범사업 추진방안", 국가균형발전위원회
- "한국경제 성장잠재력 분석", 재경부
- "지식기반집적화지구 지정사업 추진방안", 산자부
- "소상공인 및 중소기업 자금융자 사업 개선방안", 기획예산처
- "한중일 농업환경 변화와 충남 농업경쟁력 강화 방안 연구", 충남농업테크노파크
- "88개 정부산하기관 예산관리기준안 수립", 기획예산처
- "충남농업 현장사례 조사", 충남농업테크노파크
- "안정적 일자리 창출을 위한 정책적 기본 방향에 관한 연구", 청와대 사람 입국위원회
- "전략 물자 수출입 통제 국내외 동향 파악", 산자부
- "효율적인 대국민 경제교육 추진방안 연구", 재경부
- "해외 주요국가의 경제교육 홍보 시스템 실태조사 연구", 재경부
- "중장기 경영전략 수립", 삼성증권
- "투자활성화를 위한 신산업 금융모델 구축방안", 산자부
- "금융감독업무 중장기 발전방안 연구", 금감원 노동조합

《연구실적》
- <경제보고서> 2000년부터 총 200편 이상
- <경제시평> 2002년부터 총 1,000편 이상
- 서적출간, 총 20권 이상

## KSERI 경제전망 세미나 갤러리

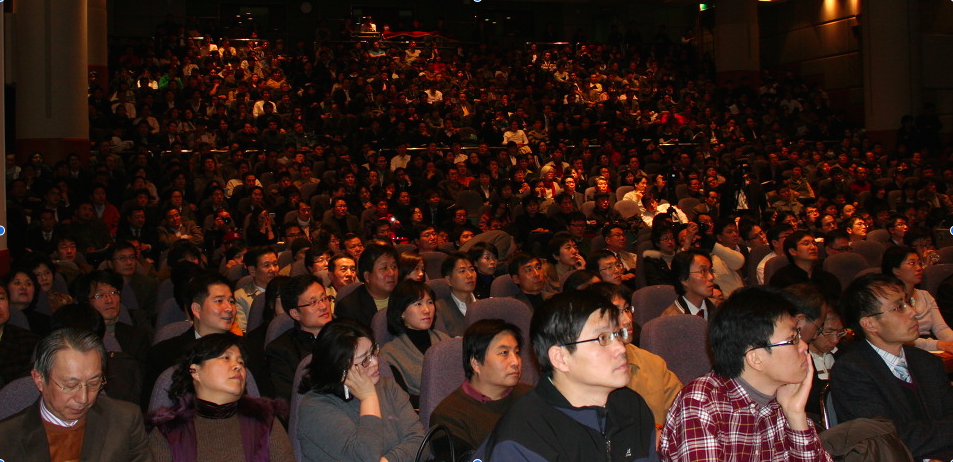
2009년 경제전망 세미나
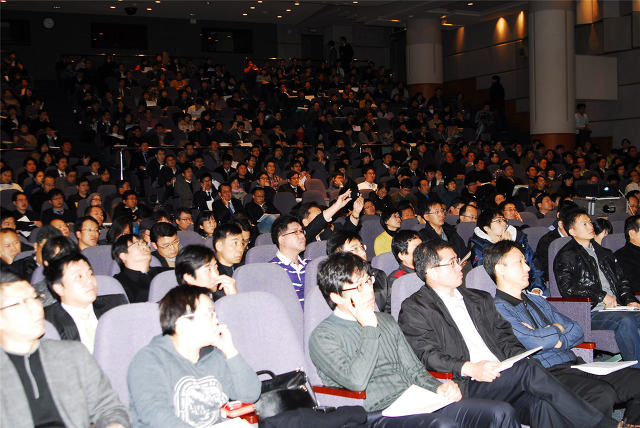
2010년 경제전망 세미나
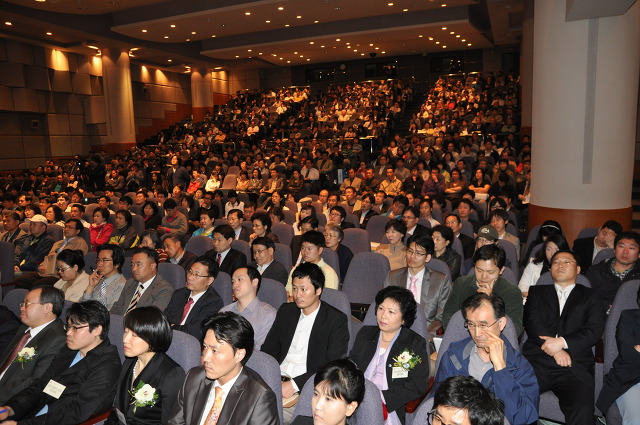
경제전망 세미나 강연장을 가득 메운 모습
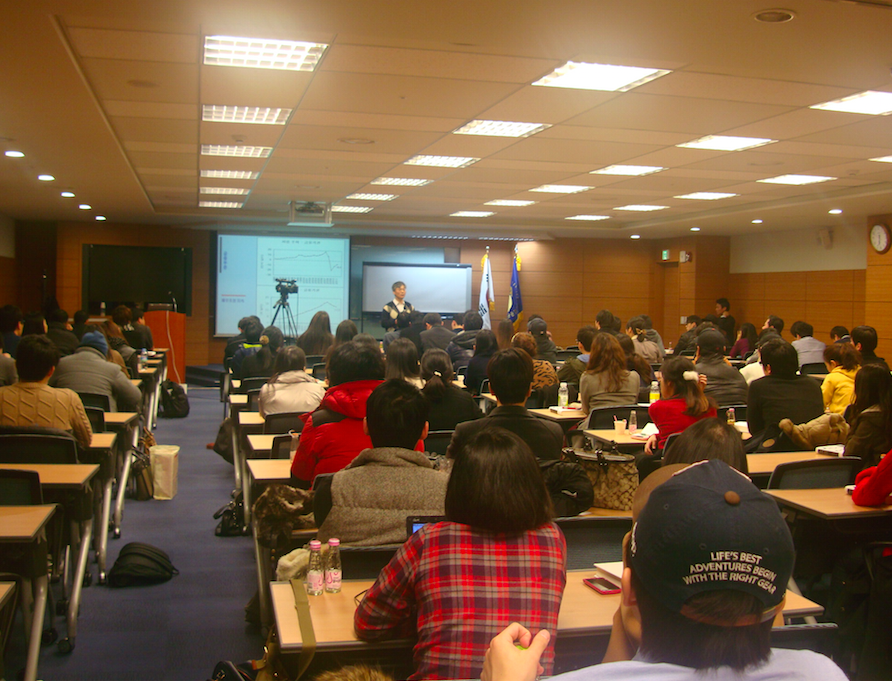
2011년 소장님 특강사진
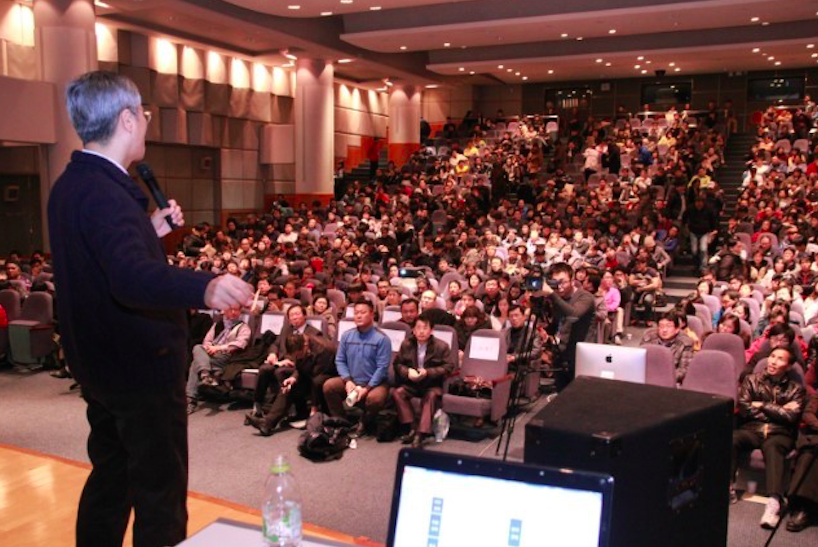
2012년12월11일 경제전망 세미나 강연장
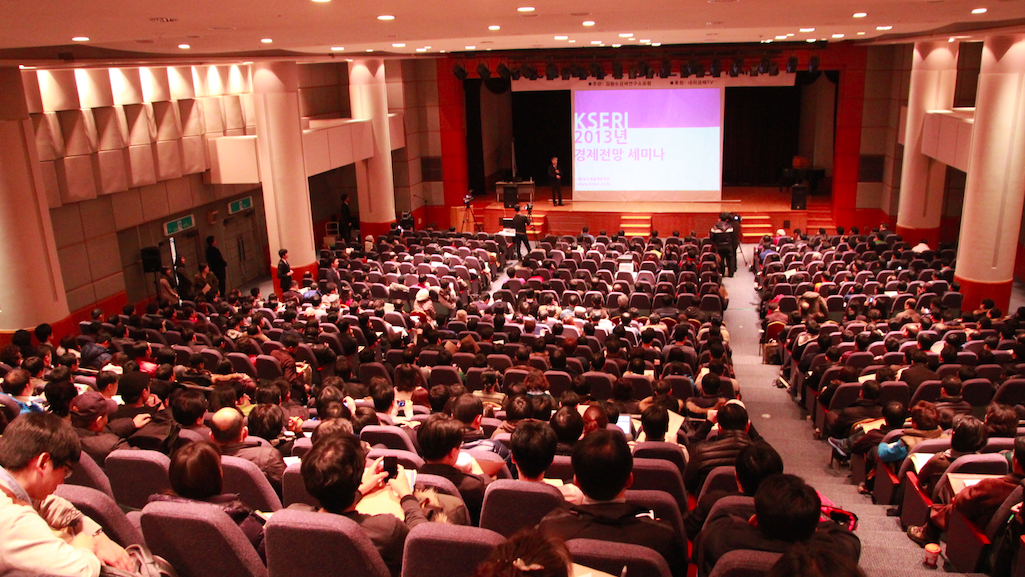
2013년 경제전망 세미나 전경
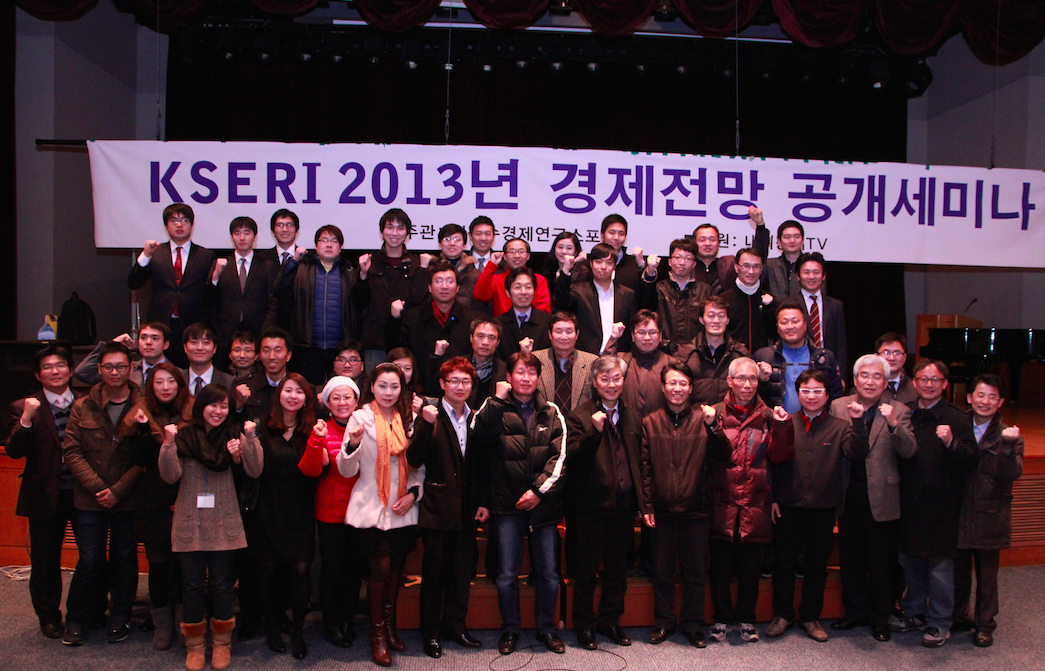
2013년 경제전망 세미나 단체사진
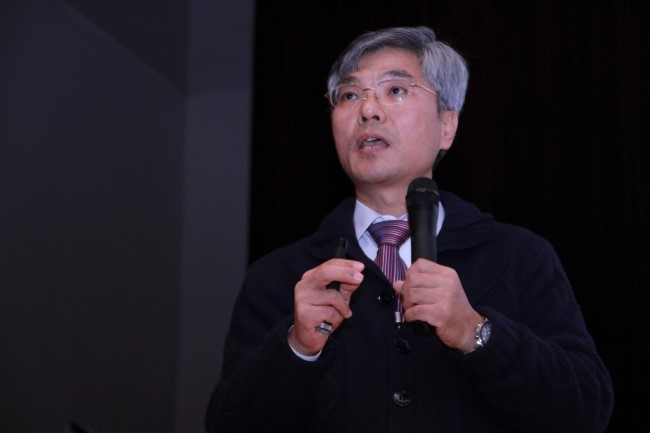
대한민국 경제 전망 중
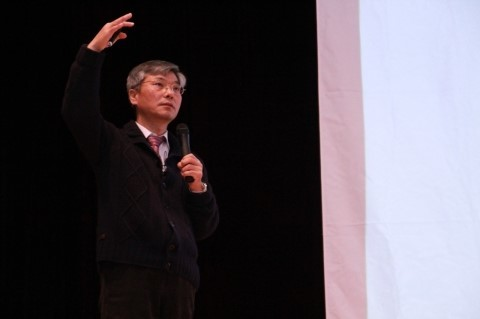
김광수 소장님 강의 모습
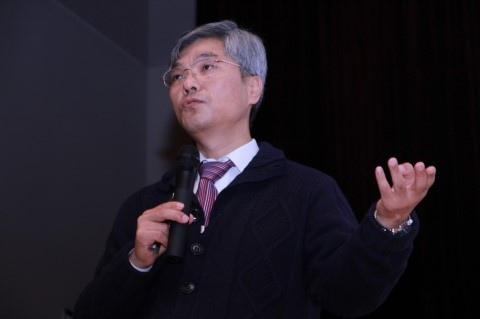
대한민국 대표 경제전문가 김광수 소장님
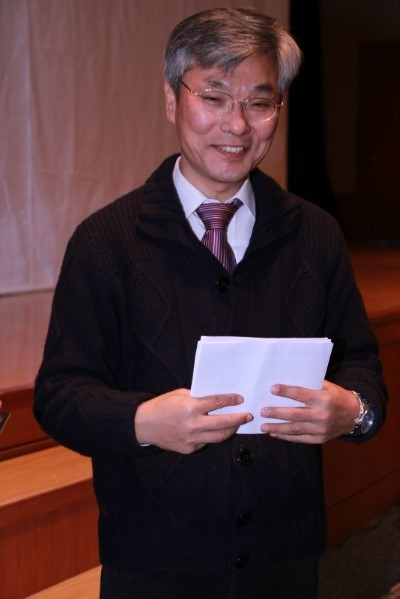
경제전문가의 미소
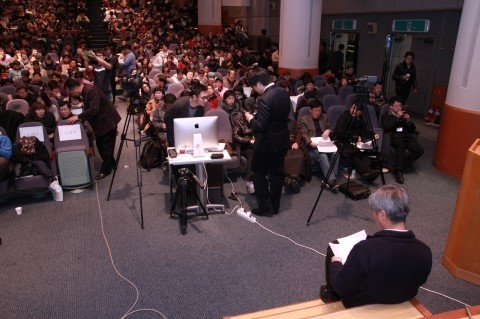
경제전망 세미나 김광수 소장님 휴식시간

## 인터뷰 기사
- "포장술로 경제현실을 바꿀 순 없다"
- "한국 부동산도 꺼지기 시작했다" [깨진 링크(과거 내용 찾기)]
- 한겨레가 만난사람 부동산 거품 붕괴, 이제 시간문제일 뿐
- 21C 한국경제, 자식세대로 권력교체가 희망
- 이 남자의 경쟁력 ⑩김광수 경제연구소장의 ‘무욕(無慾)’
- 한국 부동산 버블, 미국보다 2~3배 심각 1~2년 뒤 경제 위기 빠질 가능성 높다
- 김광수 소장 "정당 만들어 2012년 총선에 후보 내겠다"
- "주택시장 거품 붕괴 위험 직면...저성장 늪에 빠졌다
- [폴리인터뷰①]김광수, “젊은 자식세대 중심의 대안정치세력 나서야”“‘세금혁명당’은 시민운동, 내년 총선 겨냥한 정당 창당 추진하겠다”
- [폴리인터뷰②]김광수, “민주정부, 대책없는 정리해고 수용이 가장 큰 실책”“경제위기는 관치경제 유지한 채 기득권들에게 시장을 풀어준 결과”
- 김광수경제연구소 "내년 한국경제 3.1% 성장", "작년 이후 평균임금 하락세로 소비 회복 어려울 것"
- 왜 서민들은 신음하는가
- 김광수 "한국 잠재성장률 지속 하락…노동소득 높여야","2000년대 경제성장, 원화 가치 하락에 따른 착시 현상"
- 김광수경제연구소, 세계가 인정한 냉철한 경제분석 [깨진 링크(과거 내용 찾기)]
- "한국경제, 마약중독 증세 보여 "MB정부, 340조 빚내서 겨우 평균 2.9% 성장…한국경제, 10년 전에 성장 멈췄다
- "내년 3대 위기 한꺼번에 몰려온다...한국경제도 추락" '김광수경제연구소', 3일 보라매 회관에서 2012년 경제전망 공개 예정
- [노트북을 열며] 김광수경제연구소를 위하여[중앙일보]
- "엉터리 통계가 나라를 망친다" [깨진 링크(과거 내용 찾기)]
- [한겨레] [열려라 경제] 김광수경제연구소의 진단 & 전망,미국·일본 등 시행착오 겪은 뒤 금산분리원칙 법제화,위기주범 은행 과다대출 감독않은채 규제완화만  보관됨 2016-03-08 - 웨이백 머신
- 김광수 소장과 21세기를 이야기하다. 21세기 신권력은 어디에서 나오는가  보관됨 2008-06-19 - 웨이백 머신
- '저축銀'처럼 당하지 않으려면 '여러분, 이젠 경제공부 합시다'
- "서민경제의 파탄으로 증가하는 자살자…경제정책의 실패"코리안스피릿 주최 명사특강, 김광수경제연구소장 초청강연
- 김광수 소장 "윤증현 장관은 비열하기 그지없는 사람" 다음 아고라에 글... "금융위기 책임져야 할 사람이 오히려 규제완화 앞서"
- "언론의 중립성·공영성위해 제도적·법적 정비 필요
- 김광수 김광수경제연구소 소장 “중개업소 호가 기준 주택 통계 시장가격 왜곡 가능성 크다”[깨진 링크(과거 내용 찾기)]
- “기초에 충실한 경제가 금융 위기 해결책”교양교육원 주최 Pride dongguk 지성콘서트 지상중계
- 김광수 경제연구소 서울지역 공부방 참석 2. 보관됨 2016-03-12 - 웨이백 머신
- 새세대희망당 김광수소장, 발기인대회를 위한 워크숍  보관됨 2016-03-04 - 웨이백 머신
- 이상돈-김호기 대화(23): 김광수 경제연구소장 (경향)
- 김광수 "왜곡된 정치를 바로 잡아줘야 경제가 살아난다"(에브리뉴스)